# Karl Maximovič
Karl Maximovič, německy Carl Johann Maximovich, také Karl Ivanovič Maximovič, rusky Карл Иванович Максимович; 23. listopadu 1827 Tula, Rusko – 16. února 1891 Petrohrad) byl ruský botanik. Maximovič strávil většinu svého života studiem rostlinstva v zemích, které navštívil na Dálném východě. Pojmenoval velké množství nových druhů. Od roku 1852 pracoval jako kurátor herbáře botanické zahrady v Petrohradě, kde se v roce 1869 stal ředitelem.

## Život
Narodil se v rodině Baltských Němců jako Karl Ivanovič Maksimovič, ale jméno si změnil na německou variantu kvůli vědecké práci. V letech 1845–1849 studoval botaniku na Dorpatské univerzitě (dnes Tartuská univerzita) v Estonsku, kde byl žákem Alexandra G. von Bunge.
V letech 1853 až 1857 cestoval po světě. Společně s dalším Baltským Němcem Leopoldem von Schrenck navštívil oblast Amuru ve východní Asii. V letech 1859 až 1864 pobýval v Číně, Koreji a Japonsku. Do Japonska přijel koncem roku 1860, původně svůj výzkum zaměřil na Hakodate. Procestoval důkladně jižní Japonsko a od roku 1862 zahrnoval jeho zájem i oblasti Jokohamy a hory Fudži, v tomto roce skončil s výzkumem v Nagasaki. Objevoval i ostrov Kjúšú.
Květenou Japonska se zabýval následujíc známé botaniky jako byli C. P. Thunberg a Philipp Franz von Siebold. Jeho japonským asistentem byl Sukawa Chonosuke, jehož jménem Maximovič pojmenoval druh Trillium tschonoskii.
Maximovič rovněž studoval flóru Tibetu.

## Rostliny

### Pojmenované na jeho počest
- Acer maximowiczianum
- Atriplex maximowicziana
- Betula maximowiczii
- Crataegus maximowiczii
- Kalopanax pictus var maximowiczii
- Lilium leichtlinii Hooker f. var. maximowiczii (Regel) Baker: (pojmenována také po německém botanikovi Maxi Leichtlinovi)
- Picea maximowiczii – Smrk Maximowičův
- Populus maximowiczii
- Microtus maximowiczii

### Jím pojmenované rostliny
Maximovič poprvé popsal a pojmenoval více než 2300 rostlin.
- Rod Circaeaster Maxim. – čeleď Circaeasteraceae
- Acer argutum Maxim.
- Acer barbinerve Maxim.
- Acer capillipes Maxim.
- Acer miyabei Maxim.
- Acer mono Maxim.
- Acer nikoense Maxim.
- Acer tschonoskii Maxim.
- Berberis thunbergii Maxim.
- Buddleja alternifolia Maxim.
- Calanthe reflexa Maxim.
- Elaeagnus oldhamii Maxim.
- Goodyera macrantha Maxim.
- Juglans mandshurica Maxim.
- Liparis japonica Maxim.
- Pedicularis artselaeri Maxim. – family Scrophulariaceae
- Platanthera hologlottis Maxim.
- Rhododendron schlippenbachii Maxim.
- Trichosanthes kirilowii Maxim.
- Trillium tschonoskii Maxim.
- Tulotis ussuriensis (Maxim.) Hara
- Yoania japonica Maxim.

## Dílo
výběr
- Rhamneae orientali-asiaticae (1866)
- Rhododendrae Asia Orientalis (1870)
- Monograph on genus Lespedeza (1873)
- Enumeratio plantarum hucusque in Mongolia : nec non adjacente parte Turkestaniae Sinensis lectarum (1889)
- Flora Tangutica : sive enumeratio plantarum regionis Tangut (AMDO) provinciae Kansu, nec non Tibetiae praesertim orientaliborealis atque tsaidam : ex collectionibus N.M. Przewalski atque G.N. Potanin (1889)
- Diagnoses plantarum novarum asiaticarum. VI
- Primitae Florae Amurensis in Bulletin de L’Académie Impériale des Sciences de St. Petersbourg (1859).